# Strela (montagna)
Lo Strela (2.636 m s.l.m.) è una montagna delle Alpi del Plessur nello svizzero canton Grigioni collocata tra i comuni di Arosa e di Davos.